# Hanbok
En Hanbok (i Sydkorea) eller Chosŏn-ot (i Nordkorea) er en traditionel koreansk kjole til semi-formel eller formel påklædning ved traditionelle lejligheder såsom festivaler, fester og ceremonier. Den er kendetegnet ved livlige farver og enkle linjer uden lommer. Selvom udtrykket bogstaveligt betyder "koreansk tøj", henviser Hanbok i dag normalt til tøj, der bæres i Joseon-dynastiets periode.